# Osage Township (comté de Crawford, Missouri)
Pour les articles homonymes, voir Osage Township et Osage.
Osage Township est un ancien township  du comté de Crawford dans le Missouri, aux États-Unis,.
Fondé en 1847, il est baptisé en référence au peuple des Osages.

## Source de la traduction
- (en) Cet article est partiellement ou en totalité issu de l’article de Wikipédia en anglais intitulé « Osage Township, Crawford County, Missouri » (voir la liste des auteurs).